# Laguna Labrahuani
Laguna Labrahuani är en sjö i Bolivia.   Den ligger i departementet La Paz, i den västra delen av landet, 500 km nordväst om huvudstaden Sucre. Laguna Labrahuani ligger 4 475 meter över havet.
Omgivningarna runt Laguna Labrahuani är i huvudsak ett öppet busklandskap. Runt Laguna Labrahuani är det ganska glesbefolkat, med 42 invånare per kvadratkilometer.